# 柏青哥 (電視劇)
《柏青哥》（英語：Pachinko）是一部由美國製作的國際劇情類電視劇，改編自李珉真的同名小說，由許秀珍開發改編劇集，尹汝貞、李敏鎬、金敏荷、河鎮、新井總司、鄭仁知、南果步、澤井杏奈、吉米·辛普森、魯常泫與鄭恩彩共同主演，於2022年3月25日在Apple TV+全球上線。故事橫跨四個世代，描述移民至日本的朝鮮家庭，所面臨的差別待遇與自我認同議題。2022年4月29日，Apple TV+正式宣佈續訂第2季，並敲定於2024年8月23日首播。
本劇普遍獲得影評人的好評，劇本透過歷史描繪角色生命，同時呼應種族等社會議題，搭配傑出的攝影與配樂，奧斯卡金像獎得主尹汝貞詮釋角色的悲歡亦拿捏得當。

## 演員與角色
| 尹汝貞 （老年）    | 金善慈        | 主演            | 主演            |
| 金敏荷 （少青年）  | 金善慈        | 主演            | 主演            |
| 由娜 （幼年）      | 金善慈        | 客串            | Does not appear |
| 新井總司 （中年）  | 白摩西        | 主演            | 主演            |
| 權恩成 （幼年）    | 白摩西        | Does not appear | 常設            |
| 高田萬作 （少年）  | 白摩西        | Does not appear | 常設            |
| 河鎮 （青年）      | 白所羅門      | 主演            | 主演            |
| 尹慶浩 （少年）    | 白所羅門      | 客串            | Does not appear |
| 韓俊宇             | 白約瑟        | 主演            | 主演            |
| 鄭仁知             | 養真          | 主演            | 主演            |
| 鄭恩彩 （青年）    | 景喜          | 主演            | 主演            |
| 費莉絲·崔 （老年） | 景喜          | 常設            | Does not appear |
| 李敏鎬             | 高漢水        | 主演            | 主演            |
| 南果步             | 悅子          | 主演            | Does not appear |
| 魯常泫             | 白以撒        | 主演            | 主演            |
| 澤井杏奈           | 直美          | 主演            | 主演            |
| 吉米·辛普森        | 湯姆·安德魯斯 | 主演            | 主演            |
| 金成圭             | 金昌浩        | Does not appear | 主演            |
| 路易斯·小澤        | 吉井真守      | 常設            | 常設            |
| 朴惠珍             | 韓金慈        | 常設            | 常設            |
| 井上孝廣           | 有本          | 常設            | Does not appear |
| 牧良夫             | 安倍將        | 常設            | 常設            |
| 馬丁·馬丁尼茲      | 安傑洛        | 常設            | Does not appear |
| 杉本亮太郎         | 哲也          | 常設            | 客串            |
| 山本真理 （青年）  | 小花          | 常設            | Does not appear |
| 鄭禮彬 （少女）    | 小花          | 常設            | Does not appear |
| 金川弘敦           | 後藤          | 常設            | Does not appear |
| 鄭昭理             | 智允          | 常設            | 常設            |
| 延睿智             | 卜熙          | 常設            | Does not appear |
| 金甫珉             | 東熙          | 常設            | Does not appear |
| 朴民二             | 鄭麻臉        | 常設            | Does not appear |
| 金多帥             | 鄭成          | 常設            | Does not appear |
| 具成煥             | 鄭胖子        | 常設            | Does not appear |
| 丁馬藺             | 崔太太        | 常設            | Does not appear |
| 朴宗甫             | 崔先生        | 常設            | Does not appear |
| 金仁友             | 長谷川教授    | 常設            | Does not appear |
| 崔俊英             | 胡司事        | 常設            | Does not appear |
| 國村隼             |               | Does not appear | 常設            |
| 朴載俊 （幼年）    | 白挪亞        | 客串            | Does not appear |
| 金康勳 （少年）    | 白挪亞        | Does not appear | 常設            |
| 姜太䝬 （青年）    | 白挪亞        | Does not appear | 常設            |
| 村上弘明           |               | Does not appear | 常設            |
| 禱雲母             |               | Does not appear | 常設            |
| 橋本一郎           |               | Does not appear | 常設            |
| 原口依子           |               | 客串            | 客串            |

### 主要
- 金善慈（김선자）[註 1]：尹汝貞飾演老年時期，金敏荷飾演青、少年時期，由娜飾演幼年時期。日本通名為坂東伸子[註 2]，出身影島。站在人生轉捩點上的堅毅女性，在格格不入的異國努力尋求生存之道。一生都在受苦的女性，只為兒子挪亞與摩西而活。
- 白摩西（백모세）：新井總司飾演中年時期，高田萬作（髙田万作）飾演少年時期，權恩聖（권은성）飾演幼年時期，卡特·鄭（Carter Jeong）與柯倫·李（Koren Lee）飾演嬰幼時期。日本通名為坂藤猛者主[註 3]，善慈的小兒子，柏青哥店社長，一名盡責的父親兼成功的商人，對兒子所羅門的未來感到擔憂。
- 白所羅門（Solomon Baek；）：河鎮（英语：Jin Ha）飾演青年時期，尹慶浩（윤경호）飾演少年時期。14歲旅美就讀喬特中學，畢業於耶魯大學，任職於美國銀行，是個充滿野心又迷人的年輕男子，他將被迫面對家族的過去。
- 白約瑟（백요셉）：韓俊宇飾演。出身平壤富裕世家，以撒的二哥，與妻子居住於日本大阪的貧民窟。
- 景喜：鄭恩彩飾演青年時期，費莉絲·崔（Felice Choi）飾演老年時期。日本通名為板東公子[註 4]，約瑟的妻子，同樣出身平壤的富裕世家。
- 養真：鄭仁知飾演。母亡，父親終日酗酒，與三個姊姊過著乞討的生活。經媒婆介紹，嫁到影島東三，成為勳二的妻子，並產下善慈，一家三口經營著公婆留下的旅館。
- 高漢水（고한수）：李敏鎬飾演。出身濟州島，離開祖國長達14年的在日朝鮮人，與組織犯罪有所掛鉤的商人。在日本有著因利益聯姻的家庭，育有三女，卻對善慈一見鍾情，這段禁忌愛戀對未來產生深遠的影響。
- 悅子：南果步飾演。餐廳老闆，摩西的日籍女友，是個熱情又獨立的女性，非常渴望能與離散的女兒重逢。在前一段婚姻中出軌，導致家庭破裂，並蒙上醜聞的陰影。
- 白以撒（백이삭）：魯常泫飾演。約瑟的弟弟，基督新教牧師，飽讀詩書但身體孱弱。被善慈的韌性打動，因此娶她，給予挪亞名份，視作戰勝死亡的意義，並與善慈育有摩西。
- 直美：澤井杏奈飾演。畢業於哈佛商學院，所羅門在日本分公司的同事。是個聰慧的職業女性，但身處在由男性主導的金融業，力圖上位。
- 湯姆·安德魯斯（Tom Andrews）：吉米·辛普森飾演。希富利公司（Shiffley's）主管，所羅門在日本分公司的上司。曾有過一段婚姻，卻因事業心重而失去家庭，並因違法處理客戶財產，被調往日本分公司。
- 金昌浩（김창호）：金成圭飾演。

### 常設
- 國村隼
- 吉井真守：路易斯·小澤飾演。黑花企業總裁，希富利日本分公司的客戶，畢業於加州大學洛杉磯分校與斯坦福法学院。祖父是惡名昭彰的人物，但對他而言，卻是助他脫離癮君子父親的恩人。
- 韓金慈（한금자；）：朴惠珍飾演。1929年移居日本，經營洗衣店。
- 白挪亞（백노아）：姜太䝬飾演青年時期，金康勳飾演少年時期，朴載俊飾演幼年時期。善慈與漢水的兒子。
- 有本：井上孝廣（Takahiro Inoue）飾演。希富利公司職員，所羅門的同事。
- 安倍將：牧良夫（Yoshio Maki）飾演。合營企業社長，東京具影響力的發展商，希富利公司的客戶，是個無法信任韓國人的日本人。
- 安傑洛（Angelo）：馬丁·馬丁尼茲（Martin Martinez）飾演。柏青哥店店員，摩西的員工。
- 哲也：杉本亮太郎（Ryotaro Sugimoto）飾演青年時期，小民高田弟（Dakatade Shoumin）飾演少年時期。所羅門的朋友，日本人，是所羅門的國際學校同窗。
- 小花：山本真理（Mari Yamamoto）飾演青年時期，鄭禮彬（정예빈）飾演少年時期。悅子的女兒，曾與所羅門交往，在所羅門前往美國就學後逃家。
- 村上弘明
- 禱雲母
- 橋本一郎
- 後藤[註 5]：金川弘敦飾演。帶領摩西進入柏青哥事業的前輩。
- 智允：鄭昭理飾演。朝鮮富商的千金。
- 卜熙[註 6]：延睿智（연예지）飾演青年時期，金英玉飾演老年時期。孤兒，東熙的姊姊，於金家旅館工作。知悉自身有著艱困的命運，因此未抱持過多的理想。
- 東熙[註 7]：金甫珉（김보민）飾演。孤兒，卜熙的妹妹，於金家旅館工作。對外世界充滿幻想與期待，但現實卻不如夢中美好。
- 鄭麻臉（Gombo Chung）：朴民二（박민이）飾演。鄭氏兄弟中的大哥，漁夫，旅館客人。
- 鄭成：金多帥（김다솔）飾演。鄭氏兄弟中的二哥，漁夫，旅館客人。
- 鄭胖子（Fatso Chung）：具成煥飾演。鄭氏兄弟中的小弟，漁夫，旅館客人。
- 崔太太：丁馬藺（정마린）飾演。約瑟與景喜在豬飼野的鄰居，豬農，協助善慈產下挪亞。
- 崔先生：朴宗甫（박종보）飾演。約瑟與景喜在豬飼野的鄰居，豬農。
- 長谷川教授：金仁友飾演。共產黨人士，暗地與以撒合作醞釀社運。
- 胡司事：崔俊英飾演。以撒在大阪工作之教會的司事。
- Minoru：高村佳偉人飾演14歲時期，金河那飾演19歲時期。
- Sugihara：田中壯太郎飾演
- 孝允：張嘏殷（장하은）飾演

### 客串
- 李大浩（이대호）飾演金勳二（김훈이）[註 8]：1883年生，1924年卒。天生跛腳又兔唇，養真的丈夫，善慈的父親，因罹患結核病而逝世。
- 全昭賢（전소현）飾演巫堂：為養真祈福生子的朝鮮巫教巫女
- 朱永鎬飾演宋秉浩（송병호）[1]：一名漁夫，旅館房客，對殖民政府極為不滿，最終被日本警察處刑。
- 堀口大地（Daichi Skye Horiguchi）飾演企圖侵犯善慈的日本學生，最終遭漢水制服。
- 查爾斯·金（Charles Kim）飾演船客
- 保羅·賽爾（Paul Syre）飾演影島漁夫的兒子
- 李智慧（이지혜）飾演知名朝鮮女歌手
- 丹·C·金（Dan C. Kim）飾演高利貸業者
- 科林·林（Collin Lim）飾演高利貸業者
- 武田裕光飾演戶戶山春樹：摩西的摯友，為了追尋自我，拋下了妻子、弟弟以及熟識的人。
- 原口依子（Yoriko Haraguchi）飾演高漢水的日本妻子，與漢水關係不睦。
- 神田瀧夢飾演治療小花的醫師
- 鄭雄仁飾演高宗律[註 9]：高漢水的父親
- 山口貴史飾演（Ryoichi）飾演亮一：宗律的雇主，拳擊場老闆。
- 凱芮·克努佩（Kerry Knuppe）飾演福爾摩斯太太（Mrs. Holmes）：安德魯的母親，漢水的雇主。
- 吉米·班奈特（英语：Jimmy Bennett）飾演安德魯·福爾摩斯（Andrew Holmes）：漢水的家教學生
- 鮑勃·費萊瑟（英语：Bob Frazer）飾演福爾摩斯先生（Mr. Holmes）：駐日美國商人，安德魯的父親。
- 室山和廣飾演協助朝鮮人躲避民間義勇軍的日本人
- 長谷川大飾演亮一的兒子
- 李玄理飾演希代（きよ）：與漢水父親交往的日本女性
- 木村秀夫飾演島村：約瑟工作之工廠的老闆
- 朴載俊飾演白挪亞（백노아）：幼年時期，善慈與漢水的兒子。
- 岩瀨亮
- 白承桓

## 製作

### 開發與創作

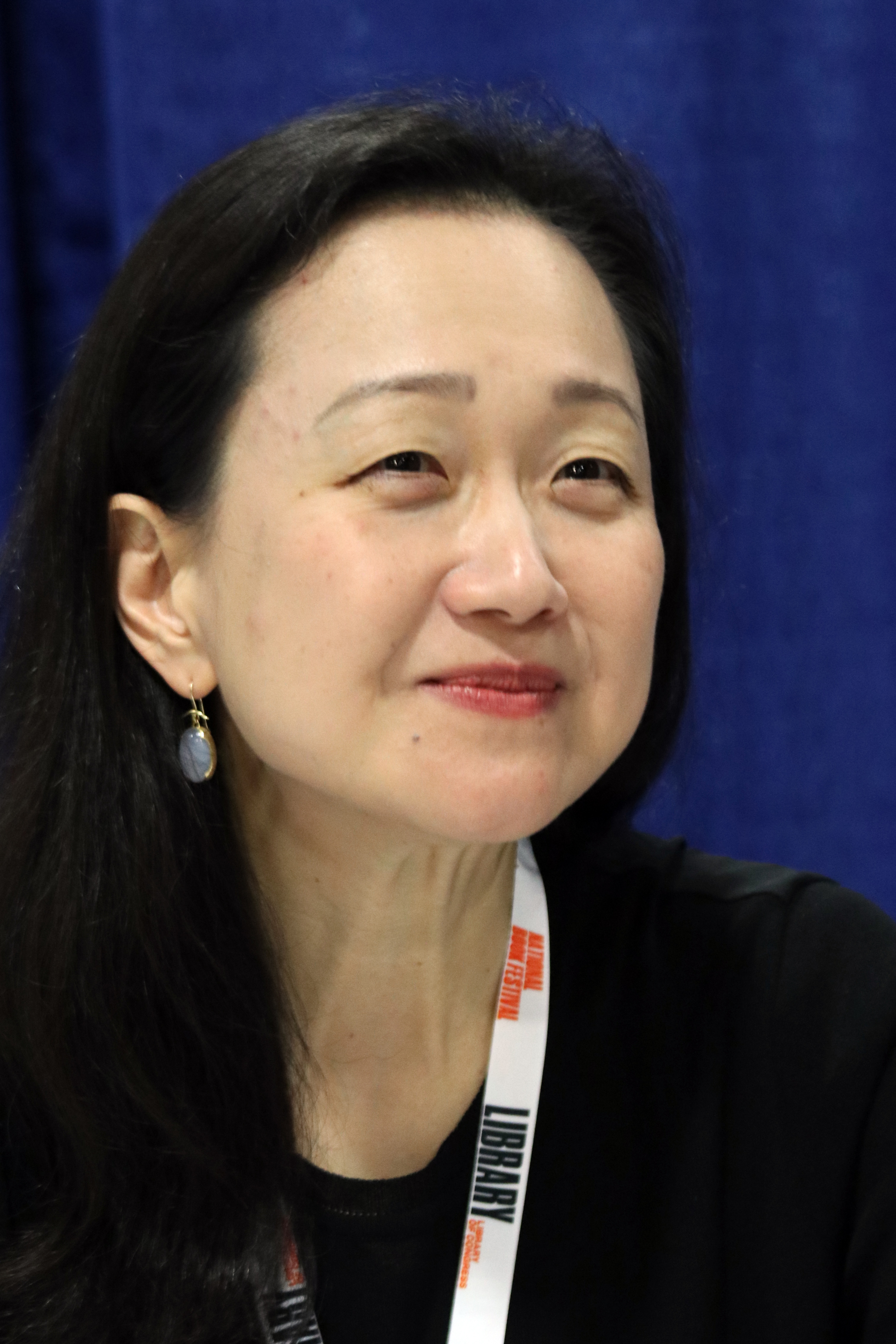
原作李珉真原定參與製作

影視經紀人泰瑞莎·姜-劉（Theresa Kang-Lowe）於2017年閱讀了李珉真所著之小說《柏青哥》後，推薦給韓裔美籍編劇許秀珍。許秀珍起初不敢閱讀原著，擔心揭開瘡疤與創傷，但在某次航行期間還是翻閱了原著，由於情節深刻入骨，令她情緒潰堤，這一刻埋下她將原著改編為影視的種子。許秀珍原先對執掌此一改編大作感到遲疑，但若待其他亞裔編劇崛起，恐怕得花上數年，因此認為許秀珍是不二人選的姜-劉便極力說服她。其後，許秀珍與攔腰媒體（Media Res）不約而同地，在同一時間爭取小說的改編版權，許秀珍遂和攔腰媒體簽署編劇合約，並與原著共享劇集構想。本劇由許秀珍執筆兼任節目統籌，協同原著李珉真、邁克爾·愛倫堡（Michael Ellenberg）共同監製，丹妮·戈林（Dani Gorin）擔任副監製，並由愛倫堡的製作公司攔腰媒體製作。
2018年8月，宣布Apple TV+在Netflix、HBO、FX、Amazon Prime Video、Hulu、Showtime的競爭之中，取得改編影集開發權，高預算堪比Netflix原創節目《王冠》。劇集描繪一個歷經四代的韓國移民家庭，故事始於一段禁忌的愛戀，並擴展為跨越韓國、日本與美國三地，關於希望與夢想、戰爭與和平、愛與失落、勝利與算計的史詩傳奇。2019年3月，本劇獲得共計8集的系列預訂。
2020年10月，宣布名田高梧與全知泰將分別執導四集，試播集由前者執導，兩人同攔腰媒體的琳賽·史普林格（Lindsey Springer）以及藍色大理石影業（Blue Marble Pictures）的姜-劉、李察·米朵頓（Richard Middleton）一齊出任監製，大衛·金（David Kim）與李東勳（Sebastian Lee）則加入副監製陣容。李珉真起初以監製身份參與製作，但最終退出製作陣容。兩名韓裔導演名田高梧與全知泰風格迥異，即便許秀珍認同非韓裔也能描繪本劇，但她相信韓裔更能以不同的角度理解故事的核心。許秀珍透露，伊朗裔導演拉敏·巴赫拉尼本來也是導演陣容之一，並期待他的移民經歷能為劇集注入不同視角，但受疫情影響而告吹。
李東勳認為裴勇浚當年在日本刮起「勇樣」的韓流旋風，逐漸打破日韓之間的隔閡。在和在日僑胞會面時，他能從在日韓人的感動中，感受他們曾受歧視與迫害，這使他確信即便題材陌生，英語比重低，本劇依舊能引起美國人的迴響。姜-劉認為早年的環境難以兜售講述三種語言，且為全亞裔卡司群的史詩巨作，加上外語內容與龐大的製作費，令許多平台卻步，最終僅Netflix與Apple TV+能接受劇組的條件。Apple TV+深受移民者的故事所吸引，因此跳過試播集階段，直接投資並預訂首季8集。不過，高層仍不免擔心多數人不熟悉韓國，以及描繪朝鮮日治時期與使用外語等內容，除了由許秀珍、姜-劉等韓裔努力消弭疑慮外，同樣身為韓裔的Apple TV+執行長蜜雪兒·李（Michelle Lee）亦是一大推手。
許秀珍係透過李珉真的田調資料，聯繫在日韓裔女性，取得她們的口述影像，從中了解她未曾參與過，但存在於家族的那段空白的歷史，並安插於劇集之中。由於原著橫跨多個大陸與時代，許秀珍不想將本劇製作成韓國版《傑作劇場》、一齣與觀眾的生活有距離感的時代劇，或像部紀錄片、教科書等，也不想只是照著原著線性敘事。因此編劇組決議分拆成兩條故事線，並行描繪，一條是善慈的故事線，另一條則是善慈的孫子所羅門的故事線。善慈成長期的故事節奏明快，所羅門的故事線則是慢步調，透過劇情張力對比今昔，刻鑿一個世代為另一世代所承受之負荷與犧牲，以達到世代對話的目的，彰顯出故事主題。愛倫堡讚揚許秀珍的架構與手法，使敘事只有當下，無過去或未來之分，消除時間無形的屏障，更能凸顯出世代間的矛盾與衝突。
許秀珍認為不一定要以沉重的情緒面對過去，誠如許多長輩面帶笑容地回憶自身經歷，也能以愉快的氛圍進行世代對話。因此拍攝片頭時，以慶祝生存為主題，主要演員不分世代老少，共同手舞足蹈，呈現朝氣、茁壯的精神。由於拍攝當下尚未敲定片頭曲，因此劇組嘗試以不同歌曲，引導各個演員進行演出。
李東勳從企劃階段便已加入劇組，負責管理編譯工作，包括蒐集濟州、釜山與大阪的方言資料，以及借助韓洪九與沈容煥等歷史學家進行歷史與文化的考證等。由於劇組係由美國編劇組成，劇本亦是以英文撰寫，為了演員的演出，由翻譯家黃錫熙將劇本譯為韓文，並透過演員丁馬藺與卞宗壽的幫助，完成帶有釜山方言與濟州語的台詞，日語台詞也是經由翻譯，並參考在日韓人的用語習慣進行台詞更動。
許秀珍透露本劇計畫共有4季，對首季的成敗負有責任感，希望能為同類型的國際劇集開先河。原著啟發許秀珍探究這段過往使韓人魂牽夢縈的緣由，而本劇對她而言，毫無疑問地改變了她身為人與影視創作者的本質，「這不只是前人的故事，也是我對他們的致敬──獻給所有深埋在我們家族歷史中的善慈們。」她說。第1季季終以歷史學家賈姬·金-瓦楚卡（Jackie Kim-Wachutka）訪問在日韓國女性的短片作結，許秀珍原本計劃以紀錄片段作為全劇終，但考慮到未獲續訂的可能，以及受訪者均為高齡者，故將計劃提前實現。由於疫情緣故，紀錄片段全由金-瓦楚卡親自掌鏡，獨自完成訪談。
2022年4月29日，Apple TV+宣佈續訂第2季。第1季以小花之死告別所羅門的童年，以以撒被捕推使善慈展現養家糊口的能力，第2季將描繪所羅門放下過去的負累，開始自我探索的旅程，並面對和魔鬼交易的後果，也會更加著墨景喜的故事，以及摩西與挪亞之間的手足情誼。第2季劇組邀來黎安·威爾漢（Leanne Welham）、蒲田博美（Hiromi Kamata）、李相日執導。2024年5月30日，宣布第2季同樣共有8集，並正式確定由威爾漢、陳駿霖、李相日執導。

### 選角與詮釋
本劇總共花了6至7個月的時間，進行全球海選。由於試鏡在韓國的選角流程中非必須，這成了本劇選角的難題之一。許秀珍認為，儘管演員本身相當出色，但一部戲成功的關鍵，在於演員與角色間的化學反應。本劇一共約有637名演員參與拍攝，其中有95%為亞裔，這突破了美國電視史，成為最多外語與亞裔演員的電視劇。許秀珍從一開始就認為角色應說著自身的母語，不必考量接受度而刻意講英语。從創作的角度而論，姜-劉也抱持同樣的看法。

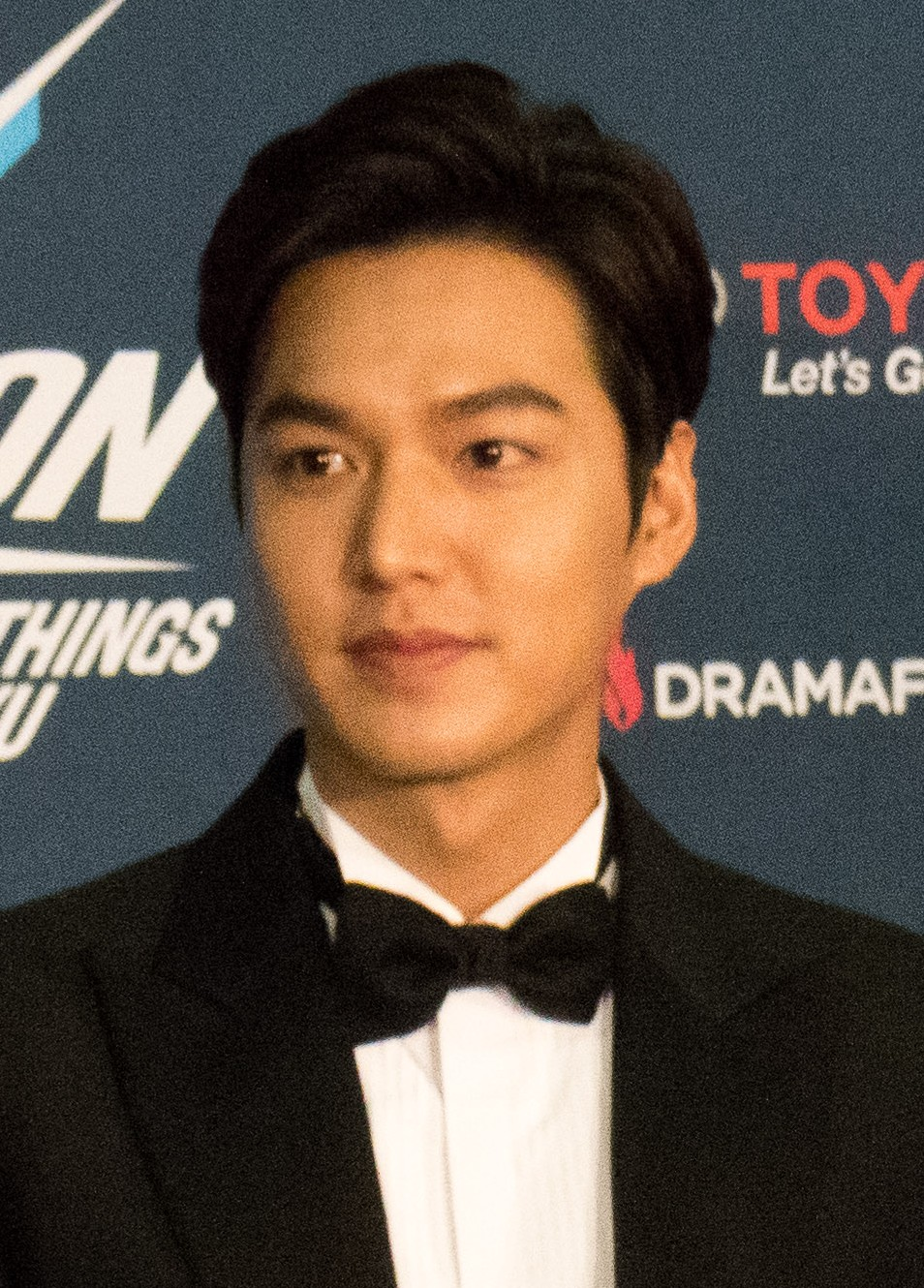
李敏鎬扮演出身濟州島的在日韓人高漢水

2020年10月22日，公布卡司群包括李敏鎬、河鎮、澤井杏奈、金敏荷、新井總司與南果步等。李敏鎬飾演神秘的商人漢水；河鎮飾演迷人又野心勃勃的所羅門；澤井飾演機靈的職業女性直美；金敏荷飾演堅毅的少女善慈；新井飾演一名盡責的父親摩西；南果步飾演熱情又獨立的悅子。
河鎮身為韓裔美國人，能夠流利地說著英語和韓語。為了扮演在日韓人，河鎮請託父親將台詞翻譯成日文，以完成試鏡。在獲得角色後，河鎮為了交出令人信服的日語演出，並自由轉換東京標準語與大阪方言，而向聲樂指導姜由美學習日語。跟隨家人定居美國的河鎮，曾經居住在韓國與香港，因此了解努力融入異鄉並尋得自我的辛酸，這使他與所羅門產生連結。監製愛倫堡認為說著三種語言的所羅門，彷彿有三種人格，觀眾能透過不同顏色對應不同語言的字幕，理解角色的心境轉換。
新井總司為在日韓人第三代，本名為朴昭熙，起初使用本名「朴昭熙」在日本演藝圈闖蕩近十年，但移民到美國發展時，卻因西方不熟悉在日韓人的歷史，導致他難以爭取到日本人角色，因此才從父母的日本通名中，取姓作為藝名。新井係透過雜誌編輯認識原著作者李珉真，成了原著的田調受訪者之一，並在得知原著將被改編成影視時，主動爭取試鏡。新井認為對於沒有祖國的在日韓人而言，祖母是個特別的存在，並坦言尹汝貞的日語表演使他想起祖母，也足以感動在日韓人。
南果步私下並不避諱表明自己有在日韓人的血統，但在演藝界鮮少公開表述。2020年，南果步透過熟識的製作人得知原著，並在閱讀日文譯本後，覺得故事宛如一齣大河劇，且和自家歷史有所重疊。南果步出道逾30年，僅有新人時期需要試鏡，但她毫不猶豫地參加了本劇的試鏡，並經過一番審查與挑選，最終獲得角色，這樣的過程對她言相當新鮮。2021年1月至3月，南果步飛往加拿大參與拍攝，這是她首次在異國演戲。
韓國製作方在本劇進行三輪的試鏡後，才向正在拍攝《The King：永遠的君主》的李敏鎬發出試鏡邀請。這也是李敏鎬繼《花樣男子》之後，時隔13年再度參加試鏡，而他秉著重生為新人的心態，投入選角流程。李敏鎬試鏡當時，尚未閱讀原著，只看過劇本，而他對漢水的生存方式產生共感。李敏鎬認為，漢水生存於淒慘的現實，內在才變得黑暗，使他表面看似壞男人，但內心其實千瘡百孔，是個悲劇而生的反派。因此，李敏鎬捨棄了以撒與所羅門，選擇試鏡漢水此一角色。試鏡過程中，李敏鎬被安排和不同的演員搭配試鏡，以測試演員間的化學反應。在敲定與金敏荷演對手戲後，李敏鎬試著了解金敏荷，並藉由分享自身感受、經歷等人際交流的過程，使彼此能夠在舒適的狀態下進行拍攝。
李敏鎬嘗試展現漢水不只富有野心此一面向，而是猶如絕對善的人類，身處在絕對惡的世界般，是個兩極化人物。對於漢水初見善慈的場景，李敏鎬認為兩名角色是在淒切的時代中，憑著人與人之間強烈的吸引力，認出另一個堅強的人，進而展開原始的情感交流，並藉由善慈喚醒漢水所遺忘的過去，從而審視內心，而不單是對異性的一見鐘情。李敏鎬係透過理解那個時代的人們與情緒，來進行表演，但一邊說著外語台詞，一邊揣摩情感，對他而言具有難度。李敏鎬認為本劇的故事超越種族、民族與國籍，且因深入描繪韓國人的故事而具有使命感。他認為現今的年輕人較關注未來，而參與本劇，使他有機會一窺韓國的過往與歷史，並理解年輕一代的存在其來有自。
金敏荷是經選角導演聯絡，才開始參加試鏡，起初並不知道試鏡的作品是《柏青哥》。為了測試演員間的化學反應，以及尋找自身和善慈之間的共通點，金敏荷共花費了3到4個月進行試鏡。許秀珍透露，年輕善慈的選角最為艱鉅，而金敏荷有著與生俱來的不朽資質，形象與劇情的背景年代相當吻合，因此出線。金敏荷覺得善慈既悠然、靈敏、鮮明又複雜，是個懦弱與剛強並存的人物；她認為扮演該角色，是向全世界的女性、媽媽、女兒、戀人講述一個深刻的故事，因此富有責任感。金敏荷成長於首爾市，為了表演釜山影島方言，請教了方言老師和釜山的朋友，並試想善慈的生活樣貌；同時，也借鑑祖母的殖民經歷準備角色，從中理解當時的女性，以及人們的生活。比起專研如何表演角色，金敏荷反而更努力研讀原著與劇本，以自然地融入角色，但要表演她沒有經歷過事物仍存有難度，例如分娩或是徒手清掃等情節。
尹汝貞飾演主角善慈，於2020年11月13日開始參與拍攝。起初，尹汝貞自認英文不流利，且擔心50年演藝生涯的聲譽不保，故相當排斥試鏡；但在朋友李仁雅的推使下，最終還是完成了試鏡，並成功取得角色。尹汝貞認為人生充滿選擇題，當善慈發現初戀是有婦之夫，卻依舊選擇了正直之路，這令她感到敬佩。善慈為了生存而生的強韌力，使經歷過結婚與離婚、移民與歸國的尹汝貞有所共鳴，名田高梧因此稱道「尹汝貞的臉是韓國的地圖」。尹汝貞在扮演善慈時，宛若化身她已逝的母親，這使她隱隱作痛，但也產生描述這段歷史的使命感。尹汝貞是首次聽聞「Zainichi」這個詞彙，拍攝本劇除了能更加瞭解韓國人身在日本的遭遇外，她也想藉此紀念這些故人的故事。她認為即便是韓國人，也能從本劇了解自身的歷史，且不必為已發生的過去感到羞愧或驕傲。雖然角色的苦痛佔比重，但尹汝貞與金敏荷均聚焦在希望與人性上，以捱過角色的艱難時刻。
2021年1月，證實鄭雄仁加入演出陣容，飾演一名具有存在感的角色。鄭雄仁與李敏鎬在劇中扮演濟州島人，為求寫實，劇組請舞台劇演員卞宗壽飛往拍攝地加拿大，教授演員百年前所使用的濟州語，同時達到李珉真與許秀珍欲保存瀕危語言的目的。鄭雄仁曾有過日語演出，因此熟悉日文的文法。拍攝期間，他會聆聽專人錄音來練習台詞，並坦言日語相較濟州語簡單。
鄭恩彩與魯常泫於2020年11月底相繼加入卡司群，分別飾演景喜與以撒。2021年7月，公布白約瑟由韓俊宇飾演；8月，宣布由新人尹瑞浩（更名為尹慶浩）扮演少年時期的所羅門，並已完成拍攝。
2022年1月，宣布其餘參與演出的演員有：飾演養真的鄭仁知、飾演湯姆·安德魯斯的吉米·辛普森，以及飾演幼年善慈的全由娜等。由娜當時年僅10歲，經過此次的客串演出，得以感受曾祖母身處殖民時期的苦痛與艱辛，並藉由淚水了解歷史。
2024年5月30日，宣布第2季主演包括金成圭。

### 拍攝

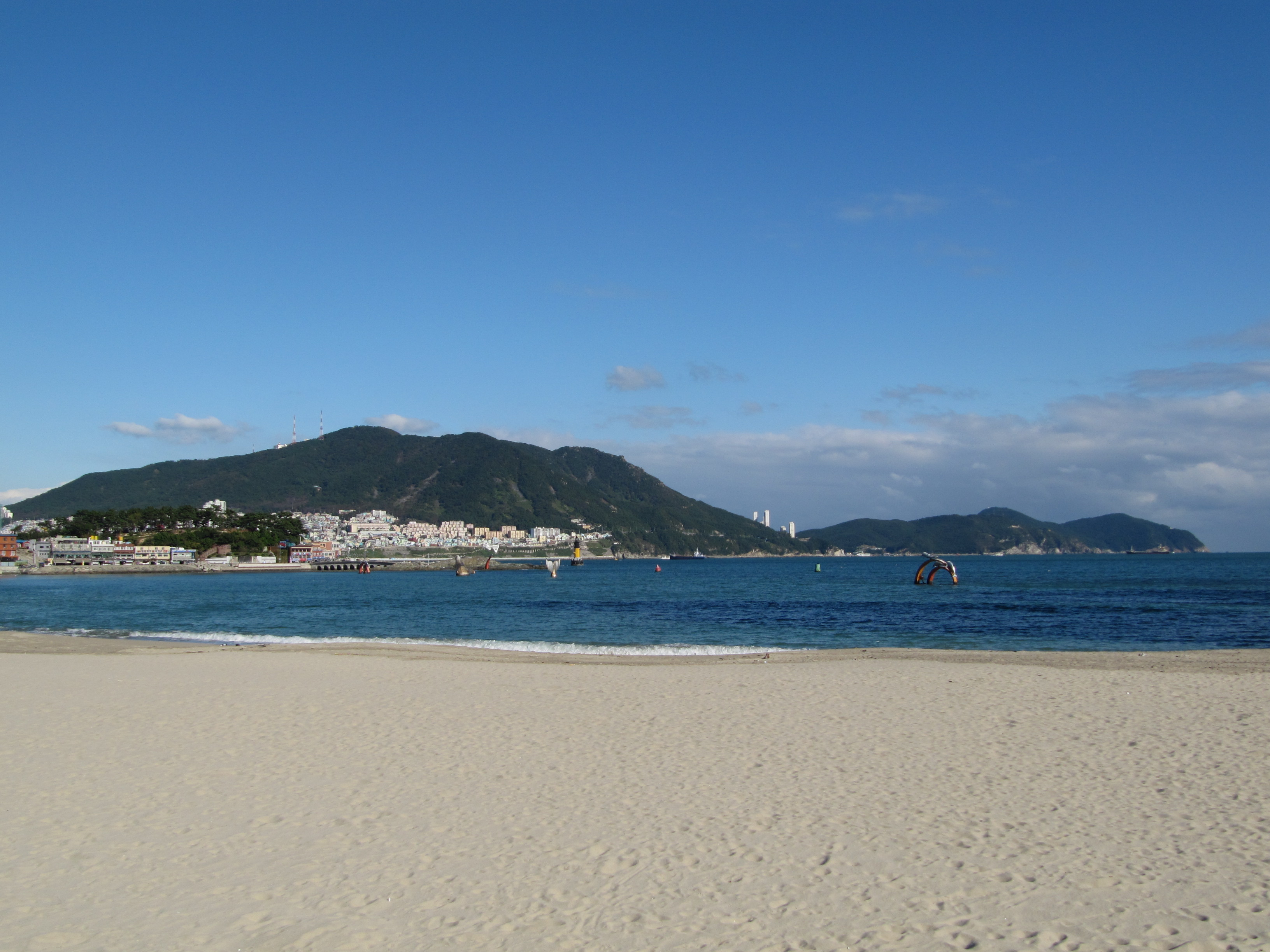
故事的起始設定在釜山影島

本劇於2020年10月26日起，展開橫跨數洲的製作與拍攝，並首先在韓國開拍。11月，劇組在釜山展開為期六天的拍攝，於札嘎其市場、佐川洞埋築地村、凡一洞天橋、感知海邊、東萊別莊、影島區廳、Centum City站、釜山會展中心、永樂公園與太宗臺等十處地點取景，作為年邁善慈重返故鄉的場景等。第1季中，關東大地震的被害場面、1920年至1930年的影島與大阪市區、1970年代的警察署以及1989年的東京貧民窟，均於論山市取景，地點包括水湯石橋、鍊武邑陽光樂園的1950片廠、陽光片廠的電視劇片廠、江景邑虹橋里村會館、江景近代文化歷史街等。其他取景城市與地點還包括木浦市、安東市、順天市、良洞村等。韓國地區的拍攝於12月完成。
尹汝貞於2021年1月29日啟程前往加拿大，劇組自2月6日起在英屬哥倫比亞的素里影城與溫哥華等地拍攝，訂於4月10日殺青。1915年代的韓國及日本戰前場景，則是在列治文搭建片場進行拍攝。
第2季片場移師至多倫多，於2023年1月23日開機，表定拍攝至5月15日。自2月1日起，本劇同時也於安大略的其他城市哈密尔顿、密西沙加等地取景，表定在4月21日結束拍攝。第二階段的攝影工作，則預計前往日本拍攝。

### 發行
本劇原定於2021年推出，但最終定檔於2022年3月25日，首播當日將一次上線三集，其後於每週五上線一集，於4月29日季終。2022年2月23日，正式釋出首部預告片，並於3月16日在奧斯卡電影博物館舉行全球首映會。
2024年5月30日，釋出第2季片頭。7月22日，釋出第2季預告。2024年5月30日，敲定第2季於8月23日首播，並週播一集至10月11日季終。

## 分集
| 季數 | 集数 | 集数 | 首播日期      | 首播日期       |
| 季數 | 集数 | 集数 | 首映          | 季终           |
| ---- | ---- | ---- | ------------- | -------------- |
| 1    | 8    | 8    | 2022年3月25日 | 2022年4月2日   |
| 2    | 8    | 8    | 2024年8月23日 | 2024年10月11日 |

### 第1季
| 總集數 | 集數 （季） | 標題                | 導演     | 編劇                      | 上線日期      | 製作 代碼   |
| --- | ----------- | ------------------- | -------- | ------------------------- | ------------- | ----------- |
| 1 | 1           | 第1章 Chapter One   | 名田高梧 | 許秀珍                    | 2022年3月25日 | A0005301001 |
| 1910年代的影島，勳二與養真的三名兒子不到一歲便夭折，好不容易求得一女──善慈。勳二與養真在朝鮮日治時期盡心保護善慈，但年幼的善慈仍親眼見證在殖民統治下，朝鮮人的艱困處境。勳二罹患結核病而逝的九年後，高漢水作為新上任的地區魚貨批發商重返朝鮮，對不畏日本警察的善慈一見鐘情。 1989年，任職於美國銀行的所羅門為求上位，從紐約被派駐至日本東京，並短暫回到大阪與家人團聚。摩西準備開設第二間店，但所羅門卻對此感到疑慮，善慈則希望所羅門可以離開日本，回到紐約定居。 |             |                     |          |                           |               |             |
| 2 | 2           | 第2章 Chapter Two   | 名田高梧 | 許秀珍＆馬修·J·麥庫       | 2022年3月25日 | A0005301002 |
| 漢水對善慈釋出好意，但礙於民情風俗，善慈果斷拒絕。善慈差點遭到日本學生侵犯，所幸為漢水所救。見過世面的漢水，打開善慈的眼界，提點她應懷抱夢想。善慈開始為漢水傾心，兩人在採野菇時發生了性關係。 所羅門為了解決安倍先生的土地收購案，企圖以韓國人的身份說服釘子戶韓金慈，卻未能如願。直美與湯姆的關係微妙又緊張，被所羅門所察覺。摩西與悅子從偵探口中得知小花曾經從事泡泡浴工作，此時，所羅門接到小花的來電，小花正陷入低潮時刻。 |             |                     |          |                           |               |             |
| 3 | 3           | 第3章 Chapter Three | 名田高梧 | 鄭韓帥與許秀珍            | 2022年3月25日 | A0005301003 |
| 與漢水陷入熱戀的善慈，收到鐘錶作為禮物。當善慈發現自己有孕，才知曉漢水在日本已有家室。與妻子育有三女的漢水，是為利益聯姻，他不愛妻子，因此並不嚮往婚姻，但他期望能在朝鮮與善慈共組無名份的家庭。善慈拒絕漢水，漢水感到憤怒而羞辱善慈。以撒投宿於善慈家的旅館，卻因患上肺結核而臥病，經過養真的悉心照顧，終於恢復健康。善慈自知未婚媽媽之路十分艱辛，但她不願放棄孩子，她不屈撓的精神，令以撒感到敬佩，並有意娶善慈為妻，一同到外地展開新生活。 景喜晚年罹癌，於睡夢中辭世，白家人悲痛萬分。所羅門決定帶著善慈拜訪金慈，好完成交易。善慈與金慈憶起故鄉，思念祖國的所有，並因想起母親而流下淚水。所羅門認為金慈應該接受收購提議，當作過往受苦所應有的補償。善慈經過金慈的提點，認為應該將景喜的骨灰帶回祖國。 |             |                     |          |                           |               |             |
| 4 | 4           | 第4章 Chapter Four  | 全知泰   | 高恩智與許秀珍            | 2022年4月1日  | A0005301004 |
| 1931年，善慈與以撒在牧師的見證下完婚，養真買了珍貴的白米，希望善慈至少能品嚐一次祖國的米飯滋味。漢水暗示以撒放棄善慈，但以撒願包容善慈與她肚裡的孩子。漢水不樂見善慈與孩子到日本受苦，但善慈心意已決，要脅未果。善慈告別女傭姊妹和房客，養真含淚看著善慈與以撒登上航上日本的渡輪。朝鮮女歌手受邀在渡輪上演唱，卻突然高歌朝鮮歌曲，撫慰底層的朝鮮人，最終自刎。 直美期望在美商公司工作，能夠取得比日商更好的待遇，因此對所羅門懷有敵意。金慈看著安倍先生高傲的嘴臉，試問倘若換作是善慈，所羅門是否真心認為這筆交易能與他們的血淚等值。所羅門終於頓悟，拋下尋求認同的糾結，放開了束縛。在摩西的陪伴下，善慈重新踏上韓國領土，感受大雨、土壤與海水，喜極而泣。 |             |                     |          |                           |               |             |
| 5 | 5           | 第5章 Chapter Five  | 全知泰   | 盧振浩與許秀珍            | 2022年4月8日  | A0005301005 |
| 善慈與以撒抵達大阪，投靠二哥約瑟與二嫂景喜，他們見識到日本的繁華，但窮困的朝鮮人，只得居住在髒亂的貧民窟豬飼野。約瑟喜迎以撒，但仍對懷著陌生男子的孩子的善慈抱持疑慮。以撒希望能與善慈放下對彼此的虧欠感，夫妻倆真心相待。善慈必須學會忍受思鄉的心痛，與出身富裕的景喜攜手適應身處異鄉艱辛。高利貸業者拜訪白家，妯娌倆進而得知約瑟先前為籌善慈的旅費而貸款，於是善慈決定典當掉漢水贈與她的懷錶，卻也因此讓漢水得知她的蹤跡。 所羅門來到吉原尋覓小花的蹤跡，卻巧遇離家許久的春樹。春樹雖然過著兩袖清風的日子，但他樂於享受做自己的生活，不願回到過去迎合社會期望的模樣。安倍阻斷了所羅門在東京銀行業生存的機會，還面臨被公司開除的危機，恐使他失去美國的工作簽證，此時，小花來電向他求救。善慈回到釜山感受故鄉的一切，並將景喜的骨灰撒在韓國近海。由於城市開發，善慈無法尋得父親的墳墓，透過社會產業局獲知卜熙的聯絡資訊，兩人終於聚首，並得以替父親掃墓。善慈從卜熙口中得知滿懷夢想的東熙，戰後因無法接受艱困的現實，最終跳河自殺。                                    |             |                     |          |                           |               |             |
| 6 | 6           | 第6章 Chapter Six   | 全知泰   | 余秀菊與許秀珍            | 2022年4月15日 | A0005301006 |
| 約瑟對於景喜與善慈替他還債感到丟臉，大發雷霆後奪門而出，善慈的羊水此時破了。身為見習牧師的以撒，受女信徒之託，勸說其兒，但男子不願被恐懼支配，執意參加社運，企圖打破階層結構。沉迷所失的約瑟要求以撒懂得自保，但受到政治覺醒洗禮的以撒，認為遇上善慈使他的人生變得有意義，期望盡一己之力，創造一個能讓孩子知曉自我價值的世界。善慈未滿足月早產，約瑟為男嬰取名作挪亞。 1975年，小花慫恿所羅門偷竊，使得所羅門險些留下犯罪紀錄，摩西下定決心將所羅門送去美國留學。 長年對未來感到空虛的小花，被傳染艾滋病，她提點所羅門看清現實，別受迷惑，以為世俗會真心接納他。所羅門遭公司開除，吉井卻向他招手，提議一同將柏青哥事業擴展至海外。所羅門責怪善慈使他變得軟弱而同情金慈，害得他過去的努力付諸流水，但善慈認為成功的方法更為重要，如同她不願過著雙面人生，而放棄跟隨漢水享受榮華富貴的機會。小花長年誤會善慈視她為所羅門的累贅，但善慈其實是意指自己，深怕像失去大兒子那般，毀了兒孫的一生。                                                                             |             |                     |          |                           |               |             |
| 7 | 7           | 第7章 Chapter Seven | 名田高梧 | 伊森·庫珀堡與許秀珍       | 2022年4月22日 | A0005301007 |
| 1923年，高漢水與父親高宗律居住在橫濱，宗律替經營拳擊場的亮一先生作帳，漢水則擔任美國商人之子安德魯·福爾摩斯的數學家教。福爾摩斯一家有意帶著漢水一同回到美國，協助安德魯報考耶魯大學，漢水雖然不想與父親分離，但宗律認為漢水將有一番作為，期望他能脫離居於日本的現況。宗律挪用亮一的錢，借給女友希代，卻東窗事發，漢水打算到亮一手下工作作為補償，但宗律極力制止他。日本發生關東大地震，宗律為此喪命，亮一提點漢水別枉費父親的犧牲。漢水同福爾摩斯太太與安德魯，準備前往港口渡美，途中走散，並遇見亮一。漢水轉而陪同亮一返家尋找家人，路途上發現福爾摩斯太太與安德魯的屍體。日本民間義勇軍趁亂展開種族屠殺，漢水眼見朝鮮人遭到虐殺，所幸受到亮一保護才逃過一劫。亮一找到家人，一家團聚，並收留了漢水。 |             |                     |          |                           |               |             |
| 8 | 8           | 第8章 Chapter Eight | 全知泰   | 安芙妮索·烏多菲亞與許秀珍 | 2022年4月29日 | A0005301008 |
| 1938年，善慈與以撒的兒子摩西週歲，白家人舉辦抓周宴。以撒被控反政府遭捕，島村先生得知以撒的罪名後，不得不開除約瑟。善慈發現以撒與共產黨人士長谷川教授合作，暗中聯合日本各工會，為底層人民爭取權利，她對於只抱負理想卻忽略現實的行為感到不解。以撒遭警方移送，挪亞與以撒面臨父子分離的悲慟。漢水暗自觀察挪亞，鼓勵他成為優秀的人才，並放眼未來。白家經濟陷入困頓，善慈說服約瑟，允許她上街販賣韓式泡菜以維持家中生計。 病重的小花，已做好長眠的準備，悅子悲慟不已。摩西極力反對所羅門與吉井合作，但所羅門不甘屈就於父親的夢想。所羅門決定做最後一搏，請託吉井守協助推使金慈賣地，稍晚，金慈家門外出現了個神秘又面露兇惡的男子。所羅門協同他人將小花的病床推到頂樓，營造夏威夷的氛圍已完成其心願，小花最終在家人的陪伴下辭世。摩西深怕所羅門步上挪亞的後塵，善慈自責之餘，將懷錶送給所羅門，期望所羅門能受到庇佑。 2021年，歷史學家賈姬·金-瓦楚卡訪問多位年邁的女性──洪子出、李洪達、柳祝男、秋南順、任用吉、金龍禮、姜粉道與李昌媛等人，描述她們身為在日韓人的生命歷程。 |             |                     |          |                           |               |             |

### 第2季
| 總集數 | 集數 （季） | 標題                    | 導演        | 編劇                             | 上線日期       | 製作 代碼     |
| ------ | ----------- | ----------------------- | ----------- | -------------------------------- | -------------- | ------------- |
| 9      | 1           | 第9章 Chapter Nine      | 黎安·威爾漢 | 許秀珍                           | 2024年8月23日  | A000530200101 |
| 10     | 2           | 第10章 Chapter Ten      | 黎安·威爾漢 | 許秀珍＆克莉絲蒂娜·尹與梅莉莎·朴 | 2024年8月30日  | A000530200201 |
| 11     | 3           | 第11章 Chapter Eleven   | 陳駿霖      | 梅莉莎·朴                        | 2024年9月6日   | A000530200301 |
| 12     | 4           | 第12章 Chapter Twelve   | 陳駿霖      | 伊森·庫珀堡與許秀珍              | 2024年9月13日  | A000530200401 |
| 13     | 5           | 第13章 Chapter Thirteen | 陳駿霖      | 大衛·米契爾與許秀珍              | 2024年9月20日  | A000530200501 |
| 14     | 6           | 第14章 Chapter Fourteen | 李相日      | 凱倫·池與李昌來                  | 2024年9月27日  | A000530200601 |
| 15     | 7           | 第15章 Chapter Fifteen  | 李相日      | 李春菜與許秀珍                   | 2024年10月4日  | A000530200701 |
| 16     | 8           | 第16章 Chapter Sixteen  | 李相日      | 李昌來                           | 2024年10月11日 | A000530200801 |

## 音樂
主創許秀珍透露，第1季片頭曲原設定為滾石樂團的《Out of Time》，但因版權費昂貴，最終採用了草根樂隊於1967年發行的歌曲《Let's Live for Today》。季終集片頭曲採用Leenalchi演唱的韓語版本，曲目結合現代樂器合成器與傳統樂器盤索里，並以傳統民謠方式演唱。該歌曲原本是以英語為合聲，韓語為主歌詞，但成品效果不彰，在監製邁克爾·愛倫堡的建議下，改以全韓文歌詞演唱，才取得劇組所期望之成果。
| 《柏青哥》第一季原聲帶 | 《柏青哥》第一季原聲帶 | 《柏青哥》第一季原聲帶 |
| 曲序                   | 曲目                   | 时长                   |
| ---------------------- | ---------------------- | ---------------------- |
| 1.                     | 漢水看見善慈（Hansu Sees Sunja）       | 1:46                   |
| 2.                     | 巫堂（）               | 2:30                   |
| 3.                     | 小善慈（Young Sunja）             | 1:39                   |
| 4.                     | 潛水抓鮑魚（Abalone Dive）         | 2:40                   |
| 5.                     | 漁夫（）               | 3:46                   |
| 6.                     | 海灣（）               | 2:29                   |
| 7.                     | 十四年（Fourteen Years）             | 2:39                   |
| 8.                     | 小花致電（Hana Calls）           | 4:20                   |
| 9.                     | 這讓我想起（This Reminds Me）         | 1:58                   |
| 10.                    | 你仍未改變（You Haven't Changed）         | 2:03                   |
| 11.                    | 無關緊要的男人（The Man Who Doesn't Matter）     | 2:13                   |
| 12.                    | 婚禮（）               | 1:42                   |
| 13.                    | 打包行李（Packing）           | 2:56                   |
| 14.                    | 最終的提醒（Final Call）         | 2:46                   |
| 15.                    | 電車（）               | 0:58                   |
| 16.                    | 感傷的原因（Sentimental Reasons）         | 7:02                   |
| 17.                    | 大阪1931／釜山1989（Osaka 1931 / Busan 1989） | 3:23                   |
| 18.                    | 淚之橋（Bridge of Tears）             | 3:24                   |
| 19.                    | 小偷（）               | 1:41                   |
| 20.                    | 沒了身軀（Without a Body）           | 5:48                   |
| 21.                    | 取名作挪亞（Let's Call Him Noa）         | 2:15                   |
| 22.                    | 踐踏（）               | 3:20                   |
| 23.                    | 以撒被捕（Isak Arrested）           | 2:11                   |
| 24.                    | 共產（）               | 2:25                   |
| 25.                    | 移送以撒（Isak Taken）           | 3:00                   |
| 26.                    | 白米（）               | 1:44                   |
| 27.                    | 提案（）               | 3:47                   |
| 28.                    | 採菇（）               | 5:27                   |
| 29.                    | 辛奇（）               | 2:49                   |
| 总时长：               | 总时长：               | 1:24:30                |

| In Between Days（《柏青哥》第一季單曲） | In Between Days（《柏青哥》第一季單曲） | In Between Days（《柏青哥》第一季單曲） | In Between Days（《柏青哥》第一季單曲） | In Between Days（《柏青哥》第一季單曲） |
| 曲序                                    | 曲目                                    | 词曲                                    | 演唱／演奏                              | 时长                                    |
| --------------------------------------- | --------------------------------------- | --------------------------------------- | --------------------------------------- | --------------------------------------- |
| 1.                                      | 幾天之內（In Between Days）                            | LUAMEL                                  | LUAMEL                                  | 2:55                                    |
| 总时长：                                | 总时长：                                | 总时长：                                | 总时长：                                | 2:55                                    |

| Let's Live for Today（《柏青哥》第一季單曲） | Let's Live for Today（《柏青哥》第一季單曲） | Let's Live for Today（《柏青哥》第一季單曲）          | Let's Live for Today（《柏青哥》第一季單曲） | Let's Live for Today（《柏青哥》第一季單曲） |
| 曲序                                         | 曲目                                         | 词曲                                                  | 演唱／演奏                                   | 时长                                         |
| -------------------------------------------- | -------------------------------------------- | ----------------------------------------------------- | -------------------------------------------- | -------------------------------------------- |
| 1.                                           | Let's Live for Today                         | - 諾曼·大衛·夏皮羅 - 莫哥·朱利奧·拉佩蒂 - 麥可·朱利安 | Leenalchi                                    | 1:25                                         |
| 总时长：                                     | 总时长：                                     | 总时长：                                              | 总时长：                                     | 1:25                                         |

## 評價

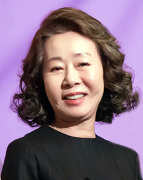
奧斯卡金像獎得主尹汝貞的演出獲得影評人的好評

《柏青哥》獲得普遍的好評，爛番茄整合57位影評人的評價，本劇獲得98%新鮮度，9.20/10分，影評人普遍共識：「複雜精細卻純熟，《柏青哥》透過捕捉歷史輪廓與家庭的堅毅，成為一部浩大的史詩作。」。Metacritic整合29位影評人的評價，本劇獲得87分，屬極度讚譽。
《娛樂週刊》的影評人克莉絲汀·鮑溫（Kristen Baldwin）給予滿分A級評價，讚頌本劇是部令人驚嘆的電視「傑作」，除了使她更加瞭解日韓關係，所傳遞之家的美麗與嚮往，仿佛給了她生命。她認為歷史之於角色，是需要被正視的，逃避既不可行也不明智，從不論角色身處不同年代，由主演群共同演出的片頭中，揭示過去與現今緊扣著未來。雖然第1季囊括了許多深刻的故事，主創許秀珍以及名田高梧和全知泰兩名導演仍不疾不徐地塑造角色，有高興、有悲傷的時刻，甚至在第7集中，巧妙地運用關東大地震以及隨之發生的種族屠殺事件，描繪角色的背景故事。
《洛杉磯時報》的影評人羅伯特·洛伊德（Robert Lloyd）讚揚全季8集近乎完美，富含人性深度，敘事結構使人感到真實、生動而有生命。故事探討種族、性別與階級等歧視，服從、反抗與同化，以及自我意識和歸屬感等議題，透過交錯的敘事對比今昔，也凸顯若干信物的意義。洛伊德認為《柏青哥》具有時代意義，如同需要一點運氣與技巧的柏青哥，不僅僅只是乘著席捲全球的韓流，還反映美國仇亞事件、日本極右翼再起等關乎族群歧視的時事，並用故事回應各國移民。不過，他認為季末用一整集來描繪漢水的故事，落入了長篇劇集的窠臼，不僅打亂原有的故事節奏，甚至脫離描繪堅毅女性的故事主軸。
《荷里活報道》的影評人丹尼爾·芬堡（Daniel Fienberg）認為本劇雖然描述了歧視、貧窮與疾病等，但並非意在描述苦難，片頭亦揭示每集都傳遞著即便慘澹也懷有希望的意象。《柏青哥》如同一幅悲傷刻苦的畫像，但透過描繪家族韌性與女性力量來與之平衡，首季是個強而有力、激動人心且永垂不朽的好開始。《CNN》的影評人布萊恩·勞瑞（Brian Lowry）稱讚本劇充滿心碎的場景與出色的對白，還富有教育歷史的意義，是足以代表移民者的作品。
《時代雜誌》的影評人茱蒂·伯曼（Judy Berman）反而認為過度的交叉敘事結構，破壞劇集的情緒，造成觀眾對角色的混亂，且渴望在電視劇中，看到尚未被描述，存在於原著中段的章節。不過，她讚許許秀珍將善慈的角色描繪得當，美術設計超越同級的《王冠》等劇集，攝影對婚紗、新生兒與白米飯等人事物的細節捕捉也為劇集增色。雖然改編不盡完美，破壞小說完整的結構性，但《柏青哥》仍是部罕見兼具藝術性與歷史意義的劃時代作品。
《綜藝雜誌》的影評人丹尼爾·達達里奧（Daniel D'Addario）認為本劇的時間線與場景分明精準，尼科·穆利的配樂深刻而令人回味，演員的表現也可圈可點。不過，許秀珍無法處理跨度大的小說，時間的切換削弱了具有力度的時刻，沒有達到連結的效果，達達里奧認為劇集應該讓關鍵橋段一支獨秀，而非推使時代間的碰撞，才能讓觀眾上鉤，並感受到深沉的情感。
《紐約時報》的影評人麥克·海爾（Mike Hale）認為本劇整體不俗，特別是由名田高梧執導、弗洛里安·霍夫邁斯特掌鏡的前幾集，復刻的時代場景壯麗而無可挑剔，畫面色調優美。雖然韓日演員的表演優異又具有力量，但卻被煽情的調性所掩埋。原著給人19世紀的氛圍，但電視劇版為吸引廣大觀眾而充斥現代感，致使演員於片頭的演出與角色性格不符。原著著重描繪世俗的細節與殘酷，但非意在講述絕望的宿命論，電視劇版卻削弱了原著予人的共鳴感。
演員的表現收獲影評人的好評，稱道飾演善慈的尹汝貞、金敏荷與由娜，均富有透過眼神表達欲與不欲的演技天賦，尹汝貞與金敏荷就如善慈，以柔和卻堅定的方式詮釋心碎、反抗與感激等情緒。尹汝貞透過表情與眼神承載著角色的所有經歷，由於劇本對小說的故事進行延展，讓她有更多發揮空間，亦無人能如她這般精準詮釋悲傷與活潑的兩極情緒。金敏荷完美詮釋角色身處男性主導社會下的韌性，並將壓抑的經歷轉化為毅力。河鎮以志在必得的自信，褪去過往作品的形象，演技令人信服。
儘管歐美影評普遍給予好評，但本劇在日本並未獲得廣大的迴響，蘋果也未在該國大力宣傳。部分日本觀眾則相當不滿，認為劇集純屬虛構、涉嫌詐欺，向世界播送反日電視劇，雙方對朝鮮日治時期也存在不同見解等，凸顯日韓關係以及日本左翼與極右翼間的爭端。

### 影評年度十大電視節目排行
- No. 1 芝加哥太陽報[102]
- No. 1 娛樂週刊[註 10][103]
- No. 2 娛樂.ie（英语：Entertainment.ie）[104]
- No. 2 君子雜誌[105]
- No. 2 荷里活報道[註 11][106]
- No. 2 Vulture[註 12][107]
- No. 3 WhatCulture（英语：WhatCulture）[108]
- No. 6 偏鋒雜誌[109]
- No. 6 TV Insider[110]
- No. 7 波士頓網（英语：Boston.com）[111]
- No. 7 哈潑時尚[112]
- No. 7 今日美國[113]
- No. 8 荷里活報道[註 13][114]
- No. 8 每日電訊報[115]
- No. 8 電視指南[116]
- No. 8 Vulture[註 14][107]
- No. 9 影音俱樂部[117]
- No. 9 The Playlist[118]
- No. 9 滾石雜誌[119]
- No. 9 TVLine（英语：TVLine）[120]
- No. 10 The Ringer（英语：The Ringer (website)）[121]
- － CNN[註 15][122]
- － 經濟學人[123]
- － 環球郵報[124]
- － 生活黑客[125]
- － 洛杉磯時報[126]
- － 洛杉磯時報[註 16][127]

## 獎項
| 典禮                             | 日期           | 獎項                                             | 入圍者 | 結果 | 參                      |
| -------------------------------- | -------------- | ------------------------------------------------ | --- | ---- | ----------------------- |
| 克里奧廣告獎                     | 2022年5月10日  | 克里奧音樂獎                                     | 《柏青哥》預告片：家 | 銅獎 | [ 128 ] [ 129 ]         |
| 電視評論家協會獎                 | 2022年8月6日   | 最佳新節目                                       | 《柏青哥》 | 提名 | [ 130 ] [ 131 ]         |
| 電視評論家協會獎                 | 2022年8月6日   | 劇情類最佳成就                                   | 《柏青哥》 | 提名 | [ 130 ] [ 131 ]         |
| 金賽電視獎                       | 2022年8月11日  | 最佳劇情類影集                                   | 《柏青哥》 | 獲獎 | [ 132 ]                 |
| 金賽電視獎                       | 2022年8月11日  | 最佳劇情類男演員                                 | 李敏鎬 | 獲獎 | [ 132 ]                 |
| 金賽電視獎                       | 2022年8月11日  | 最佳劇情類女配角                                 | 尹汝貞 | 獲獎 | [ 132 ]                 |
| 金賽電視獎                       | 2022年8月11日  | 年度突破表演者                                   | 李敏鎬 | 獲獎 | [ 132 ]                 |
| 好萊塢影評人協會電視獎           | 2022年8月14日  | 最佳國際影集                                     | 《柏青哥》 | 提名 | [ 133 ] [ 134 ]         |
| 好萊塢影評人協會電視獎           | 2022年8月14日  | 串流影集最佳編劇－劇情類                         | 許秀珍（集數：第1章） | 提名 | [ 133 ] [ 134 ]         |
| 好萊塢影評人協會電視獎           | 2022年8月14日  | 最佳串流影集－劇情類                             | 《柏青哥》 | 提名 | [ 133 ] [ 134 ]         |
| 道林電視獎                       | 2022年8月17日  | 最佳非英語電視節目                               | 《柏青哥》 | 提名 | [ 135 ]                 |
| 非裔美國影評人協會電視獎         | 2022年8月20日  | 最佳國際製作                                     | 《柏青哥》 | 獲獎 | [ 136 ]                 |
| 愛丁堡電視獎                     | 2022年8月25日  | 最佳國際劇情類                                   | 《柏青哥》 | 獲獎 | [ 137 ] [ 138 ]         |
| 國際外景製片工會獎               | 2022年8月27日  | 時代電視影集最佳外景                             | - 趙奉勳 - 麥特·帕爾默 | 提名 | [ 139 ] [ 140 ]         |
| 黃金時段艾美獎                   | 2022年9月4日   | 最佳片頭設計                                     | - 安格斯·沃爾 - 左家琪 - 弗洛里安·霍夫邁斯特 - 程安德 - 奈森尼爾·派克 - 露西·金                                                                     | 提名 | [ 141 ] [ 142 ]         |
| 人道主義獎                       | 2022年9月9日   | 劇情類電視劇                                     | 許秀珍（集數：第1章） | 獲獎 | [ 143 ] [ 144 ]         |
| 線上電影與電視協會電視獎         | 2022年10月2日  | 劇情類影集最佳女配角                             | 尹汝貞 | 提名 | [ 145 ]                 |
| 線上電影與電視協會電視獎         | 2022年10月2日  | 最佳片頭設計                                     | 《柏青哥》 | 提名 | [ 145 ]                 |
| 黃金預告獎                       | 2022年10月6日  | 電視／串流影集類最佳外國電視廣告／預告／前導     | 《柏青哥》預告片：家 | 提名 | [ 146 ] [ 147 ]         |
| 黃金預告獎                       | 2022年10月6日  | 電視／串流影集類最佳音樂（片花／前導／電視廣告） | 《柏青哥》預告片：家 | 提名 | [ 146 ] [ 147 ]         |
| 釜山國際電影節美麗佳人亞洲明星獎 | 2022年10月7日  | 超越電影獎                                       | 金敏荷 | 獲獎 | [ 148 ] [ 149 ]         |
| 釜山國際電影節亞洲內容獎         | 2022年10月8日  | 新星獎                                           | 金敏荷 | 獲獎 | [ 150 ] [ 151 ]         |
| 評論家選擇協會亞太影視典禮       | 2022年11月4日  | 節目統籌獎                                       | 許秀珍 | 獲獎 | [ 152 ] [ 153 ]         |
| Camerimage電影攝影藝術國際影展   | 2022年11月19日 | 電視劇集競賽                                     | - 《柏青哥》 - 攝影：弗洛里安·霍夫邁斯特 - 導演：名田高梧                                                                                           | 提名 | [ 154 ]                 |
| 金玫瑰獎                         | 2022年11月28日 | 劇情類                                           | 《柏青哥》 | 提名 | [ 155 ]                 |
| 哥譚獨立電影獎                   | 2022年11月28日 | 突破劇集－長篇（40分鐘以上）                     | - 《柏青哥》 - 許秀珍 - 邁克爾·愛倫堡 - 琳賽·史普林格 - 泰瑞莎·姜-劉 - 李察·米朵頓 - 名田高梧 - 全知泰                                              | 獲獎 | [ 156 ] [ 157 ] [ 158 ] |
| 哥譚獨立電影獎                   | 2022年11月28日 | 最佳新劇集演出                                   | 金敏荷 | 提名 | [ 156 ] [ 157 ] [ 158 ] |
| KinoLights獎                     | 2022年12月21日 | 年度海外電視劇                                   | 《柏青哥》 | 獲獎 | [ 159 ]                 |
| 美國電影學會獎                   | 2023年1月13日  | 年度十大電視節目                                 | 《柏青哥》 | 獲獎 | [ 160 ] [ 161 ]         |
| 評論家選擇電視獎                 | 2023年1月15日  | 最佳外語影集                                     | 《柏青哥》 | 獲獎 | [ 162 ] [ 163 ]         |
| 藝術指導工會獎                   | 2023年2月18日  | 傑出美術設計－一小時時代單鏡影集                 | 瑪拉·樂佩瑞-施洛普（集數：第1章） | 獲獎 | [ 164 ] [ 165 ]         |
| 衛星獎                           | 2023年3月3日   | 最佳迷你劇集與有限劇集                           | 《柏青哥》 | 提名 | [ 166 ]                 |
| 獨立精神獎                       | 2023年3月4日   | 最佳新有腳本系列                                 | - 《柏青哥》 - 許秀珍 - 邁克爾·愛倫堡 - 琳賽·史普林格 - 泰瑞莎·姜-劉 - 李察·米朵頓 - 全知泰 - 名田高梧 - 丹妮·戈林 - 李東勳 - 大衛·金 - 伊森·庫珀堡 | 提名 | [ 167 ] [ 168 ]         |
| 獨立精神獎                       | 2023年3月4日   | 最佳新有腳本系列整體演出                         | - 新井總司 - 河鎮 - 鄭仁知 - 金敏荷 - 南果步 - 李敏鎬 - 魯常泫 - 澤井杏奈 - 吉米·辛普森 - 尹汝貞                                                    | 獲獎 | [ 167 ] [ 168 ]         |
| 音樂監督工會獎                   | 2023年3月5日   | 最佳電視歌曲創作與／或錄音                       | - 《Let's Live for Today》－第1季第8集－第8章 - 創作：麥可·朱利安、朱利奧·拉佩蒂·莫哥、諾曼·大衛·夏皮羅 - 演唱：Leenalchi - 音樂監督：麥可·希爾     | 提名 | [ 169 ] [ 170 ]         |
| 奧提歐斯獎                       | 2023年3月9日   | 電視試播集與首季－劇情類                         | - 瑪麗·芙琉 - 蜜雪兒·韋德·伯德 - 岩上紘一郎 - 柯琳·克拉克 - 珍妮佛·佩吉                                                                             | 提名 | [ 171 ]                 |
| 英國電視學院獎                   | 2023年5月14日  | 最佳國際節目                                     | - 《柏青哥》 - 許秀珍 - 邁克爾·愛倫堡 - 琳賽·史普林格 - 泰瑞莎·姜-劉 - 李察·米朵頓 - 攔腰媒體 - 藍色大理石影業                                      | 提名 | [ 172 ]                 |
| 皮博迪獎                         | 2023年6月11日  | 娛樂類                                           | - 《柏青哥》 - 攔腰媒體 - 藍色大理石影業 - Apple | 獲獎 | [ 173 ]                 |
| 評論家選擇獎                     | 2025年2月7日   | 劇情類影集最佳女配角                             | 澤井杏奈 | 提名 | [ 174 ] [ 175 ]         |
| 評論家選擇獎                     | 2025年2月7日   | 最佳外語影集                                     | 《柏青哥》 | 提名 | [ 174 ] [ 175 ]         |
| 第20屆首爾國際電視節             | 2025年10月     | 國際競賽單元 最佳迷你影集                        | 《柏青哥2》 | 待定 | [ 176 ]                 |
| 第20屆首爾國際電視節             | 2025年10月     | 國際競賽單元 最佳導演獎                          | - 蕾安·韋爾哈姆 - 陳駿霖 - 李相日 | 待定 | [ 176 ]                 |
| 第20屆首爾國際電視節             | 2025年10月     | 國際競賽單元 最佳編劇獎                          | 洙休 | 待定 | [ 176 ]                 |
| 第20屆首爾國際電視節             | 2025年10月     | 國際競賽單元 最佳女演員獎                        | 金敏荷 | 待定 | [ 176 ]                 |

## 勘誤
1. 劇中白家人的日本姓氏並不一致。第2集中，景喜藥包上的姓氏寫作「板東」[註 4]，摩西的貸款文件上則是寫作「坂藤」[註 3]，但繁體中文與繁體粵語的字幕均譯作「坂東」，簡體中文則譯作「阪東」。第5集善慈道出其日本姓名時，簡體中文字幕又譯作「坂東」[註 2]，不僅戲劇的美術設計不嚴謹，簡體中文字幕也並未校對統一。
2. 字幕將角色（Mozasu）譯作「摩西」，但第2集的貸款文件上，日本漢字名是寫作「猛者主」[註 3]。
3. 第5集中，善慈父親墓碑上的漢字名寫作「勳」，但官網第1集的簡介則是譯作「勳二」，即劇組視其為二字姓名，但翻譯跟隨原著設定譯為三字姓名。

## 外部連結
- 官方网站
- 互联网电影数据库（IMDb）上《柏青哥》的资料（英文）